# Тактико-технічні характеристики
Та́ктико-техні́чні характери́стики (ТТХ)  — сукупність кількісних і якісних характеристик одиниці військової техніки або зброї, що описують її можливості. Потрібні для визначення переваг та недоліків зразка техніки.  У процесі експлуатації техніки відбувається погіршення її ТТХ через зношування деталей. З появою нових зразків зброї, коли ТТХ військової техніки починають від них відставати, то техніку вважають морально застарілою.
- Для літальних апаратів застосовують термін ТТД —  тактико-технічні дані.
- Для кораблів і підводних човнів застосовують термін ТТЕ — тактико-технічні елементи.

Під час створення зразка її ТТХ формують відповідно до технічного завдання.